# Schwarzgesicht-Scheidenschnabel
Der Schwarzgesicht-Scheidenschnabel (Chionis minor) ist eine Art aus der Familie der Scheidenschnäbel, einer kleinen Familie in der Ordnung der Regenpfeiferartigen, zu der neben dieser Art nur noch der Weißgesicht-Scheidenschnabel als rezente Art gehört. 
Es werden derzeit vier Unterarten unterschieden.

## Erscheinungsbild
Der Schwarzgesicht-Scheidenschnabel erreicht eine Körperlänge von 38 bis 41 Zentimeter. Die Flügelspannweite beträgt 74 bis 79 Zentimeter. Das Gewicht variiert zwischen 450 und 760 Gramm. Ähnlich wie beim Weißgesicht-Scheidenschnabel erinnern der plumpe Körperbau und die im Verhältnis zum Körper kurzen Beine an ein Huhn. Das Gefieder ist vollständig weiß, lediglich die nicht befiederten Stellen im Gesicht sind schwarz. Dadurch unterscheidet sich der Schwarzgesicht-Scheidenschnabel vom Weißgesicht-Scheidenschnabel. Die Verbreitungsgebiete der beiden Arten überlappen sich allerdings nicht.

## Verbreitung
Der Schwarzgesicht-Scheidenschnabel kommt an felsigen Küsten und den Feuchtgebieten der Prinz-Edward-Inseln, der Crozetinseln, der Kerguelen und auf Heard vor. Anders als der Weißgesicht-Scheidenschnabel ist der Schwarzgesicht-Scheidenschnabel kein Zugvogel, sondern hält sich ganzjährig in seinem Verbreitungsgebiet auf.

## Lebensweise

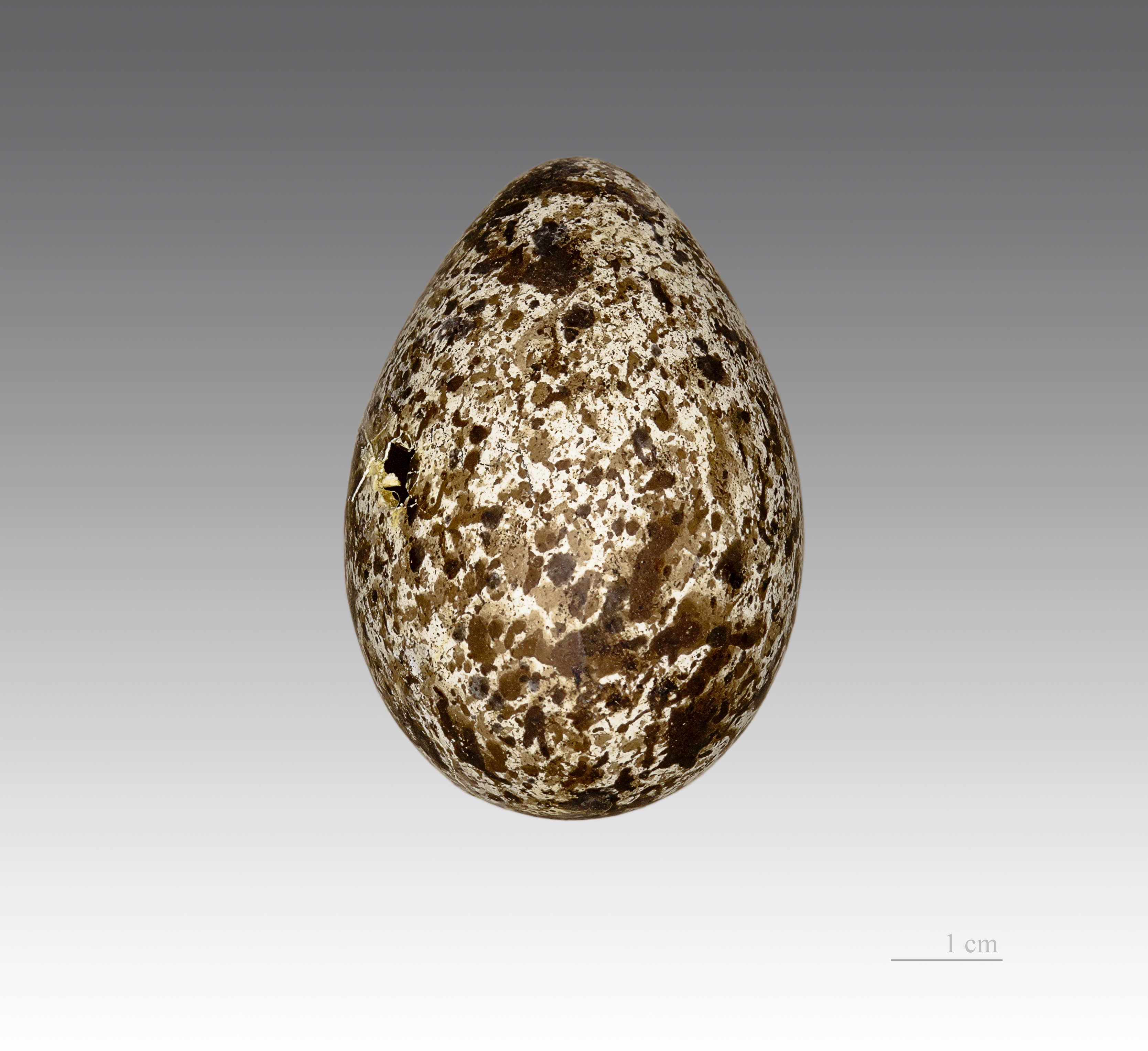
Chionis minor

Der Schwarzgesicht-Scheidenschnabel ist ein Allesfresser und ein häufiger Kleptoparasit. Er stiehlt Fisch und Krill von anderen Seevögeln und frisst außerdem Aas, Abfall von Menschen sowie Eier und Küken. Er ist einer der wichtigen Prädatoren in Pinguinkolonien.
Er nistet nahezu immer in der Nähe von Pinguin- oder anderen Seevogelkolonien. Die Fortpflanzungszeit fällt in den Zeitraum Oktober bis April. Die Eier werden in den Monaten Dezember bis Januar gelegt, Küken können im Januar und Februar beobachtet werden. Das Gelege besteht gewöhnlich aus zwei bis drei Eiern. Diese werden 27 bis 33 Tage bebrütet. Die Küken werden die ersten 14 Lebenstagen ständig gehudert und sind in einem Alter von 55 bis 60 Tagen flügge.

## Belege

### Einzelbelege
1. 1 2  Hadoram Shirihai: A Complete Guide to Antarctic Wildlife - The Birds and Marine Mammals of the Antarctic Continent and Southern Ocean. Alula Press, Degerby 2002, S. 254